# Aleksandr Txuprov
Aleksandr Txuprov   (Mosalsk, 6 de febrer de 1874 (Julià) - Ginebra, 19 d'abril de 1926) va ser un matemàtic rus, especialitzat en estadística.

## Vida i Obra
Txuprov va néixer a Mosalsk, però va créixer i estudiar a Moscou, on el seu pare Alexander Ivanovitx era un distingit economista i professor. Després de graduar-se en física i matemàtiques a la universitat de Moscou el 1896, va estar els quatre anys següents fent estudis d'economia a Alemanya. El 1902 va obtenir el doctorat en economia amb una tesi dirigida per Georg Friedrich Knapp a la universitat d'Estrasburg (Alemania en aquella época). Durant aquests anys d'estudi a Alemanya, va establir una forta amistat amb Ladislaus Bortkiewicz.
En retornar al seu país, va passar els exàmens per poder exercir la docència i va ser nomenat professor del Institut Politècnic de Sant Petersburg on va romandre fins al 1917. Al esclatar la revolució soviètica ell es trobava a Estocolm i ja no va retornar mai al seu país: va romandre tres anys a Escandinàvia i després va anar a Alemanya, on es podia guanyar la vida amb el seu treball científic. Però en canviar la situació económica es va anar canviant de localitat fins que va acabar a casa d'un amic a Ginebra, on va morir el 1926.